# Voetbalelftal van de Duitse Democratische Republiek in 1983
Het Voetbalelftal van de Duitse Democratische Republiek speelde in totaal elf officiële interlands in het jaar 1983, waaronder vijf duels in de kwalificatiereeks voor de EK-eindronde in Frankrijk (1984). De nationale selectie stond onder leiding van bondscoach Bernd Stange. Slechts één speler kwam in alle elf duels in actie en dat was doelman Bodo Rudwaleit (BFC Dynamo Berlin).

## Balans
| Wedstrijden | Wedstrijden | Wedstrijden | Wedstrijden | Doelpunten | Doelpunten | Doelpunten | Punten |
| Gespeeld    | Winst       | Gelijk      | Verlies     | Voor       | Tegen      | Saldo      | Punten |
| ----------- | ----------- | ----------- | ----------- | ---------- | ---------- | ---------- | ------ |
| 11          | 6           | 1           | 4           | 18         | 11         | +7         | 1.182  |

## Interlands
|                                                        |         |                                     |                                |                                                                                 |
| 10 februari Vriendschappelijk № 204 «onderlinge duels» | Tunesië | 0 – 2                               | Duitse Democratische Republiek | Stade El Menzah, Tunis Toeschouwers: 10.000 Scheidsrechter: Naceur Kraiem (TUN) |
| 10 februari Vriendschappelijk № 204 «onderlinge duels» |         | 24' Joachim Streich 66' Dieter Kühn |                                | Stade El Menzah, Tunis Toeschouwers: 10.000 Scheidsrechter: Naceur Kraiem (TUN) |

|                                                        |                                      |       |                         |                                                                                     |
| 23 februari Vriendschappelijk № 205 «onderlinge duels» | Duitse Democratische Republiek       | 2 – 1 | Griekenland             | Rudolf-Harbig-Stadion, Dresden Toeschouwers: 7.500 Scheidsrechter: Ivan Gregr (TCH) |
| 23 februari Vriendschappelijk № 205 «onderlinge duels» | Hans Richter 18' Joachim Streich 33' |       | 30' Christos Ardizoglou | Rudolf-Harbig-Stadion, Dresden Toeschouwers: 7.500 Scheidsrechter: Ivan Gregr (TCH) |

|                                                     |                                                       |       |               |                                                                                                |
| 16 maart Vriendschappelijk № 206 «onderlinge duels» | Duitse Democratische Republiek                        | 3 – 1 | Finland       | Ernst-Grube-Stadion, Maagdenburg Toeschouwers: 12.000 Scheidsrechter: Alexandru Mustatea (ROM) |
| 16 maart Vriendschappelijk № 206 «onderlinge duels» | Joachim Streich 11' Hans Richter 15' Hans Richter 61' |       | 79' Ari Hjelm | Ernst-Grube-Stadion, Maagdenburg Toeschouwers: 12.000 Scheidsrechter: Alexandru Mustatea (ROM) |

|                                                   |                                |       |                                                 |                                                                                   |
| 30 maart EK-kwalificatie № 207 «onderlinge duels» | Duitse Democratische Republiek | 1 – 2 | België                                          | Zentralstadion, Leipzig Toeschouwers: 75.000 Scheidsrechter: John Carpenter (IRL) |
| 30 maart EK-kwalificatie № 207 «onderlinge duels» | Joachim Streich 83'            |       | 36' François Van der Elst 69' Erwin Vandenbergh | Zentralstadion, Leipzig Toeschouwers: 75.000 Scheidsrechter: John Carpenter (IRL) |

|                                                     |                                                             |       |           |                                                                                         |
| 13 april Vriendschappelijk № 208 «onderlinge duels» | Duitse Democratische Republiek                              | 3 – 0 | Bulgarije | Stadion der Freundschaft, Gera Toeschouwers: 10.000 Scheidsrechter: Alojzy Jarguz (POL) |
| 13 april Vriendschappelijk № 208 «onderlinge duels» | Wolfgang Steinbach 53' Joachim Streich 83' Martin Busse 87' |       |           | Stadion der Freundschaft, Gera Toeschouwers: 10.000 Scheidsrechter: Alojzy Jarguz (POL) |

|                                                   |                                  |       |                                |                                                                                        |
| 27 april EK-kwalificatie № 209 «onderlinge duels» | België                           | 2 – 1 | Duitse Democratische Republiek | Heizelstadion, Brussel Toeschouwers: 43.890 Scheidsrechter: Emilio Guruceta Muro (ESP) |
| 27 april EK-kwalificatie № 209 «onderlinge duels» | Jan Ceulemans 18' Ludo Coeck 37' |       | 9' Joachim Streich             | Heizelstadion, Brussel Toeschouwers: 43.890 Scheidsrechter: Emilio Guruceta Muro (ESP) |

|                                                 |             |       |                                |                                                                                |
| 14 mei EK-kwalificatie № 210 «onderlinge duels» | Zwitserland | 0 – 0 | Duitse Democratische Republiek | Wankdorf Stadion, Bern Toeschouwers: 40.000 Scheidsrechter: Ulf Eriksson (SWE) |
| 14 mei EK-kwalificatie № 210 «onderlinge duels» |             |       |                                | Wankdorf Stadion, Bern Toeschouwers: 40.000 Scheidsrechter: Ulf Eriksson (SWE) |

|                                                    |                                |       |                                                              |                                                                                   |
| 26 juli Vriendschappelijk № 211 «onderlinge duels» | Duitse Democratische Republiek | 1 – 3 | Sovjet-Unie                                                  | Zentralstadion, Leipzig Toeschouwers: 70.000 Scheidsrechter: Károly Palotai (HUN) |
| 26 juli Vriendschappelijk № 211 «onderlinge duels» | Joachim Streich 23'            |       | 10' Oleh Blochin 36' Choren Oganesjan 68' Vadim Jevtoesjenko | Zentralstadion, Leipzig Toeschouwers: 70.000 Scheidsrechter: Károly Palotai (HUN) |

|                                                        |                     |       |                                |                                                                                             |
| 24 augustus Vriendschappelijk № 212 «onderlinge duels» | Roemenië            | 1 – 0 | Duitse Democratische Republiek | Stadionul Steaua, Boekarest Toeschouwers: 10.000 Scheidsrechter: Borislav Aleksandrov (BUL) |
| 24 augustus Vriendschappelijk № 212 «onderlinge duels» | Nicolae Negrila 34' |       |                                | Stadionul Steaua, Boekarest Toeschouwers: 10.000 Scheidsrechter: Borislav Aleksandrov (BUL) |

|                                                     |                                                       |       |             | |
| 12 oktober EK-kwalificatie № 213 «onderlinge duels» | Duitse Democratische Republiek                        | 3 – 0 | Zwitserland | Friedrich-Ludwig-Jahn-Sportpark, Oost-Berlijn Toeschouwers: 12.000 Scheidsrechter: Keith Hackett (ENG) |
| 12 oktober EK-kwalificatie № 213 «onderlinge duels» | Hans Richter 18' Rainer Ernst 37' Joachim Streich 37' |       |             | Friedrich-Ludwig-Jahn-Sportpark, Oost-Berlijn Toeschouwers: 12.000 Scheidsrechter: Keith Hackett (ENG) |

|                                                      |                                      |       |                   |                                                                                    |
| 16 november EK-kwalificatie № 214 «onderlinge duels» | Duitse Democratische Republiek       | 2 – 1 | Schotland         | Kurt-Wabbel-Stadion, Halle Toeschouwers: 18.000 Scheidsrechter: Franz Wöhrer (AUT) |
| 16 november EK-kwalificatie № 214 «onderlinge duels» | Ronald Kreer 33' Joachim Streich 43' |       | 79' Eamonn Bannon | Kurt-Wabbel-Stadion, Halle Toeschouwers: 18.000 Scheidsrechter: Franz Wöhrer (AUT) |

## Statistieken
| Bodo Rudwaleit     | 1957-08-03 | BFC Dynamo Berlin  | 11 | 0 | 0 | 28 | 0  |
| Verdediging        |            |                    |    |   |   |    |    |
| Ronald Kreer       | 1959-11-10 | Lokomotive Leipzig | 10 | 0 | 1 | 13 | 1  |
| Dirk Stahmann      | 1958-03-23 | 1. FC Magdeburg    | 8  | 0 | 0 | 15 | 0  |
| Rainer Troppa      | 1958-08-02 | BFC Dynamo Berlin  | 6  | 0 | 0 | 9  | 0  |
| Andreas Trautmann  | 1959-05-12 | Dynamo Dresden     | 5  | 1 | 0 | 6  | 0  |
| Hans-Jürgen Dörner | 1951-01-25 | Dynamo Dresden     | 4  | 1 | 0 | 85 | 9  |
| Uwe Zötzsche       | 1960-09-15 | Lokomotive Leipzig | 3  | 1 | 0 | 6  | 0  |
| Frank Baum         | 1956-03-30 | Lokomotive Leipzig | 3  | 0 | 0 | 15 | 0  |
| Hans-Uwe Pilz      | 1958-11-10 | Dynamo Dresden     | 2  | 2 | 0 | 8  | 0  |
| Artur Ullrich      | 1957-10-10 | BFC Dynamo Berlin  | 2  | 0 | 0 | 13 | 0  |
| Thomas Dennstedt   | 1959-01-12 | Lokomotive Leipzig | 1  | 0 | 0 | 1  | 0  |
| Middenveld         |            |                    |    |   |   |    |    |
| Rüdiger Schnuphase | 1954-01-23 | FC Carl Zeiss Jena | 9  | 0 | 0 | 45 | 6  |
| Matthias Liebers   | 1958-11-22 | Lokomotive Leipzig | 7  | 2 | 0 |    |    |
| Rainer Ernst       | 1961-12-31 | BFC Dynamo Berlin  | 5  | 1 | 1 |    |    |
| Wolfgang Steinbach | 1954-09-21 | 1. FC Magdeburg    | 5  | 1 | 1 |    |    |
| Norbert Trieloff   | 1957-08-24 | BFC Dynamo Berlin  | 5  | 0 | 0 |    |    |
| Christian Backs    | 1962-08-26 | BFC Dynamo Berlin  | 3  | 1 | 0 | 4  | 0  |
| Ralf Minge         | 1960-10-08 | Dynamo Dresden     | 2  | 2 | 0 |    |    |
| Martin Busse       | 1958-06-30 | Rot-Weiß Erfurt    | 2  | 1 | 1 |    |    |
| Andreas Bielau     | 1958-08-27 | FC Carl Zeiss Jena | 2  | 1 | 0 |    |    |
| Jürgen Pommerenke  | 1953-01-22 | 1. FC Magdeburg    | 2  | 0 | 0 |    |    |
| Aanval             |            |                    |    |   |   |    |    |
| Joachim Streich    | 1951-04-13 | 1. FC Magdeburg    | 10 | 0 | 9 | 96 | 54 |
| Hans Richter       | 1959-09-14 | FC Karl-Marx-Stadt | 7  | 1 | 4 | 9  | 4  |
| Dieter Kühn        | 1956-07-04 | Lokomotive Leipzig | 4  | 0 | 1 | 13 | 5  |
| Jürgen Heun        | 1958-05-26 | Rot-Weiß Erfurt    | 1  | 4 | 0 | 14 | 3  |
| Jürgen Raab        | 1958-12-20 | FC Carl Zeiss Jena | 1  | 1 | 0 | 3  | 0  |
| Frank Pastor       | 1957-12-07 | Hallescher FC      | 1  | 0 | 0 | 1  | 0  |